# World Wide Technology Soccer Park
Der World Wide Technology Soccer Park ist ein Fußballkomplex in Fenton, Missouri, USA. Er besteht aus insgesamt vier Fußballfeldern. Das größte, das Toyota Stadium, fasst 5.500 Zuschauer.
Eigentümer ist der St. Louis Scott Gallagher Soccer Club.

## Geografie
Der Soccer Park befindet sich in der Kleinstadt Fenton, einer Vorstadt von St. Louis und befindet sich südwestlich davon.

## Geschichte
Der St. Louis Soccer Park wurde 1982 eröffnet und wurde von der Brauerei Anheuser-Busch gestiftet, die auch 1985 die Namens- und Eigentumsrechte erwarben. In dieser Zeit wurde das Hauptfeld auf 5.500 Zuschauerplätze erweitert. August Busch IV, ehemaliger CEO von Anheuser-Busch, hatte in dem Soccerkomplex sein eigenes Büro mit Badezimmer und Konferenzraum. Er leitet von hier aus die meisten seiner Geschäfte.
Im März 2009 übernahm die Fußballorganisation St. Louis Soccer United den Komplex. Hiermit wollte man ein Vorzeigeobjekt für die Bewerbung für ein mögliches Major-League-Soccer-Franchise haben. Nach Ablehnung der Bewerbung durch die MLS, spielte die Frauenfußballmannschaft Saint Louis Athletica in dem Stadion. Im Sommer 2011 wurde der Soccer Park an den lokalen Fußballklub St. Louis Scott Gallagher verkauft. Die Firma World Wide Technology kaufte hier Namensrechte.

## Nutzung

### St. Louis Scott Gallagher
Der lokale Fußballklub St. Louis Scott Gallagher ist Eigentümer des World Wide Technology Soccer Parks. Insgesamt stellt der Klub 275 Mannschaften mit ca. 3.600 Spielern im Jugend- und Seniorenbereich. Diese trainieren in diesem Soccer Park und tragen dort auch ihre Spiele aus.

### Webster University
Die Männer- und Frauenfußballmannschaften der Webster University nutzen den Soccer Park als Heimspielstätte.

### St. Louis Soccer United
Der Saint Louis FC trägt hier seit der Saison 2015 seine Heimspiele aus. Die in der United Soccer League spielende Mannschaft gehört ebenfalls zum St. Louis Scott Gallagher Soccer Club.